# بالسين
بالسين هي قرية في مقاطعة ميانة، إيران. عدد سكان هذه القرية هو 1,323 في سنة 2006.